# Eskilstuna GAK

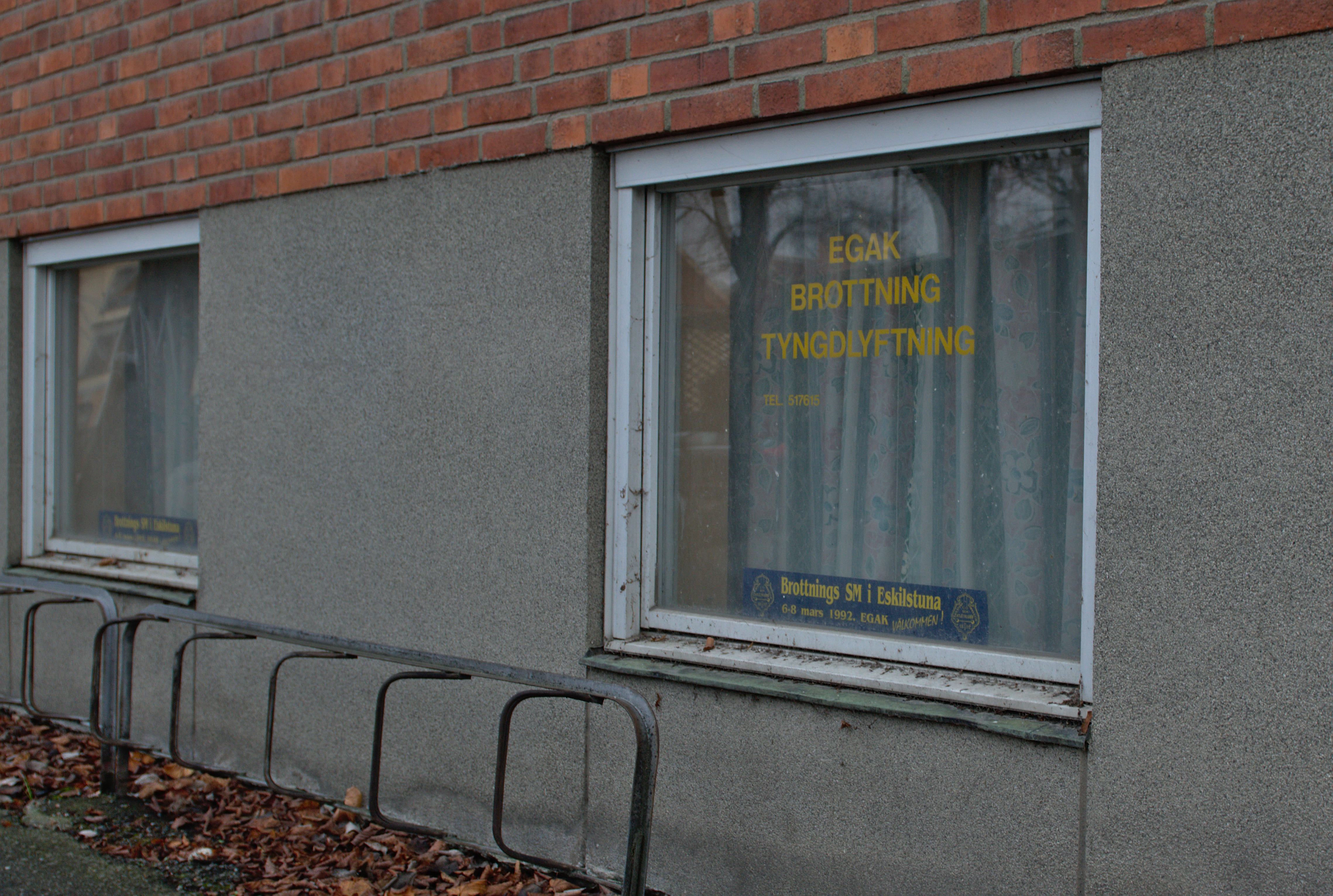
Brottarklubben Eskilstuna GAK:s lokaler vid Sporthallen.

Eskilstuna Gymnastik- & Atletklubb är en brottarklubb i Eskilstuna. Den är den äldsta[källa behövs] och en av de mest framgångsrika brottarklubbarna genom tiderna i Sverige.
Eskilstuna GAK bildades 1892, och bland klubbens tidiga brottare märks Ivar Siggeström, som blev Eskilstunas första svenska mästare (guld i lätt tungvikt, 1908), Holger Lindberg (guld i lättvikt, 1915), Ragnar Bohm (guld i mellanvikt 1922 och 1925, NM 1925), samt Oscar Kumlin och Sven Carlsson.
Klubben har genom åren vunnit bland annat sex OS-medaljer, varav ett guld (Olle Anderberg), två silver och tre brons. 23 SM-guld i grekisk-romersk stil och 24 guld i fristil. Och fyrstads har man vunnit elva gånger genom åren. 
Klubben håller numera[när?] till i Munktellarenan.